# 卡琳·德雷杰·安德森
卡琳·德雷耶·安德松（瑞典語：Karin Dreijer Andersson，1975年4月7日—）是瑞典電子團體刀子的主唱。原是另類搖滾樂團Honey Is Cool的主音和吉他手。2009年，她化名為Fever Ray發行了個人專輯。她以尖銳而深邃的唱腔，結合有特色的口音的扭曲音調以及對變調的應用著稱。她通常在照片中帶著面具和其他戲劇元素。
她同時也是位女性主義者，她與弟弟組成的刀子曾捐錢給瑞典女性主義政黨女性主義行動先鋒。

## 個人作品
卡琳·德雷耶·安德松化名為Fever Ray發行過一張專輯與數支單曲，在瑞典、丹麥、比利時反應不俗；並持續以Fever Ray為名與其他樂手合作。
2009年她為女性主義色情短片選集〈骯髒日記(Dirty Diaries)〉的原聲帶製作，風格強烈。

## 合作
Andersson为Röyksopp2005年的专辑The Understanding的歌曲“What Else Is There?”献唱。Andersson为dEUS2008年的专辑Vantage Point的歌曲Slow献唱。
Andersson为Röyksopp2009年的专辑Junior中的歌曲“This Must Be It”和“Tricky Tricky”献声。扮演女人的演员Rickard Engfors在The Knife的“Pass This On”音乐录影带中表演。

## 個人音樂作品
- 以Fever Ray名義

### 專輯
- 2009：Fever Ray

### 單曲
- 2008: "If I Had a Heart"
- 2009: "When I Grow Up"
- 2009: "Triangle Walks"
- 2009: "Seven"
- 2009: "Stranger Than Kindness"
- 2009: "Keep the Streets Empty for Me"
- 2010: "Mercy Street"